# Clutton (Somerset)
Pour les articles homonymes, voir Clutton.
Clutton est une paroisse civile et un village du Somerset, en Angleterre.